# Selecció elitista (algorisme genètic)
La selecció elitista és un algorisme genètic que força la selecció dels membres més aptes de cada generació. Val a dir que la majoria dels Algorismes Genètics no utilitzen elitisme pur, sinó que fan servir una forma modificada per la que l'individu millor, o alguns dels millors, són copiats cap a la següent generació en cas que no aparegui res millor.
Donada una població de n individus, l'etapa de selecció consta de dues parts:
1. Es mostreja un conjunt de r membres dels millors de la població inicial i s'incorporen directament a la població final, sense passar per la població intermèdia.
2. La població auxiliar de criadors es mostreja entre els n-r membres restants de la població inicial.

Normalment, la mida del conjunt r és bastant petit (1 o 2 per a n=50), i el tipus de mostreig és directe o per sorteig, ambdós en la varietat diversa.
Sota certes condicions molt generals, la introducció de l'elitisme garanteix la convergència teòrica a l'òptim global; a la pràctica, millora la velocitat de convergència dels algorismes genètics quan la funció d'avaluació és unimodal (no hi ha subòptims), en canvi, la velocitat de convergència empitjora amb funcions fortament multimodals.
Amb mides de població petits s'aconsegueixen efectes similars als de l'elitisme introduint reinicialitzacions periòdiques en els algorismes genètics: cada cop que l'algorisme genètic convergeix se salven els millors individus, es reinicialitzen els altres y es torna a començar. La reinicialització té efectes beneficiosos sobre les prestacions del mètode perquè introdueix diversitat, requisit especialment crític en els algorismes genètics amb poblacions petites.